# Нападение на миссию в Китае
«Нападение на миссию в Китае» (англ. Attack on a China Mission, 1900) — английский короткометражный художественный немой фильм Джеймса Уильямсона о Ихэтуаньском восстании.

## Сюжет
К воротам миссии приближается китаец, вооружённый саблей. Он пробует открыть ворота, и зовет других. Вместе они взламывают ворота. Девять мужчин в китайских костюмах стреляют по зданию миссии.
Далее показан фасад миссии. Миссионер и молодая девушка. На некотором расстоянии находятся жена миссионера и их ребёнок. Миссионер кладет книгу и просит девушку принести его ружье и револьверы из дома. Жену и ребёнка он отправляет в дом. Из-за кустов миссионер убивает одного из нападавших мужчин. Из ружья он убивает другого. Врукопашную он бросается на третьего «боксёра», но в конце концов падает. Другие нападающие бросаются на молодую девушку. На балконе появляется жена миссионера, машущая платком. Смена декорации, и мы видим отряд моряков в синей форме, под командованием офицера на лошади. Опять смена декораций и мы возвращаемся к миссии, где нападавшие подожгли дом. В этот момент появляются моряки. Битва. Появление офицера. Он спасает молодую девушку от опасности.
Жена миссионера показывает на балкон, где она оставила своего ребёнка. Трое моряков становятся на спины друг другу и возвращают матери ребёнка целым и невредимым.

## Создание
«Нападение на миссию в Китае» было снято в естественных условиях в вилле «Иви Лодж» Джеймса Уильямсона в Брайтоне.

## Художественные особенности
Уильямсон первым использовал метод, невозможный в театре и открывающий одно из крупнейших изобразительных средств кино, — перемежение показа событий, происходящих одновременно в двух удалённых друг от друга местах. Этот метод получил название параллельный монтаж.

## В ролях
- Флоренция Уильямсон